# Louis Moullin
Jean-Baptiste-Louis Moullin est un peintre né le 23 août 1817 à Nogent-le-Rotrou et mort dans cette même ville le 21 mars 1876 .

## Œuvres dans les collections publiques
- Caen, musée des Beaux-Arts  :
  - Paysage à la chaumière, dessin à la mine de plomb rehaussée de sanguine, d'aquarelle et de gouache blanche, 13,2 × 18,2 cm.

- Châteaudun, musée des Beaux-Arts et d'Histoire Naturelle[2] :
  - La rue des Huileries à Châteaudun, dessin aquarellé, 13,8 × 19,7 cm ;
  - La rue Saint-Lubin à Châteaudun, dessin aquarellé, 13,9 × 19,7 cm.

- Nogent-le-Rotrou, musée[2] : 
  - La rivière d'Arcisses, dessin aquarellé, 9 × 24 cm ;
  - Cour de ferme à Chassant, dessin aquarellé, 9 × 13 cm ;
  - Ancien manoir de Margon, huile sur toile, 36 × 44 cm ;
  - Margon, pris des Ruisseaux, aquarelle, 14,5 × 9 cm ;
  - Église Saint-Laurent et château Saint-Jean, vue des prairies de la Cascade à Nogent-le-Rotrou, huile sur toile, 36 × 44 cm ;
  - Église Saint-Hilaire, huile sur toile, 36 × 44 cm ;
  - Église Notre-Dame, huile sur toile, 36 × 44 cm ;
  - À Thiron, paysage, aquarelle, 9 × 14 cm ;
  - La Chapelle près de Thiron, dessin aquarellé, 9 × 13,4 cm ;
  - Ferme percheronne, 1863, dessin 12 × 17 cm ;
  - Inauguration par Napoléon III des travaux de construction de la terrasse de Chaillot, mars 1867, huile sur toile, 100 × 113,5 cm.
- Rennes, Musée de Bretagne :
  - Rennes, le Mail, dessin aquarellé, 25 x 34,1 cm
  - Rennes, Carré Du Guesclin et église Saint-Melaine, dessin aquarellé, 26,1 x 34,2 cm
  - Rennes, le spectacle sur la promenade du Thabor, dessin aquarellé, 12,9 x 19,6 cm
- Trouville-sur-Mer, Musée villa Montebello
  -  Deauville, la terrasse
  -  Les bains à Trouville

Le Mans et Chaillot
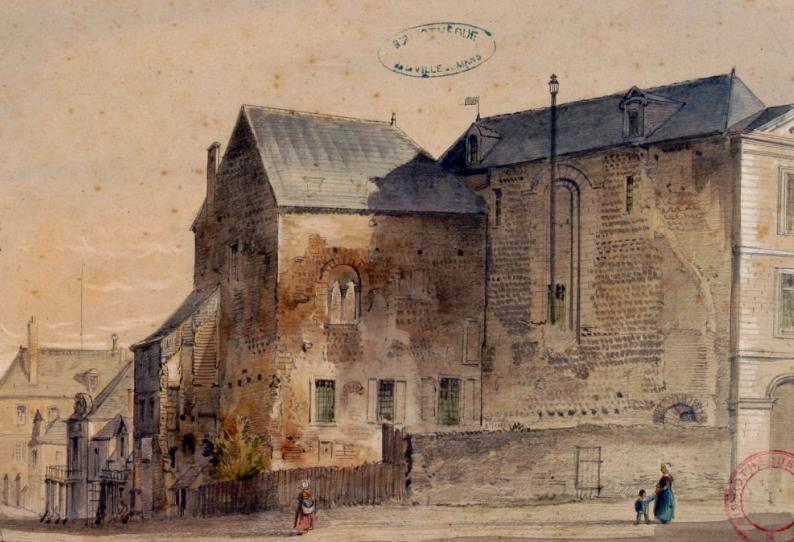
Palais des comtes du Maine.
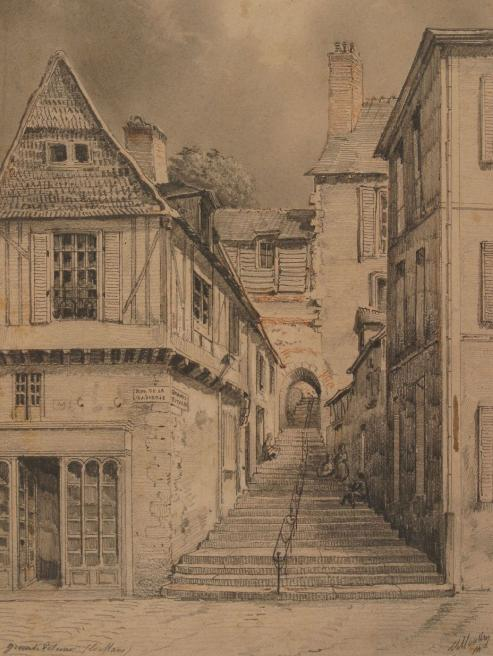
Dessin de la grande poterne du Mans, vers 1854.
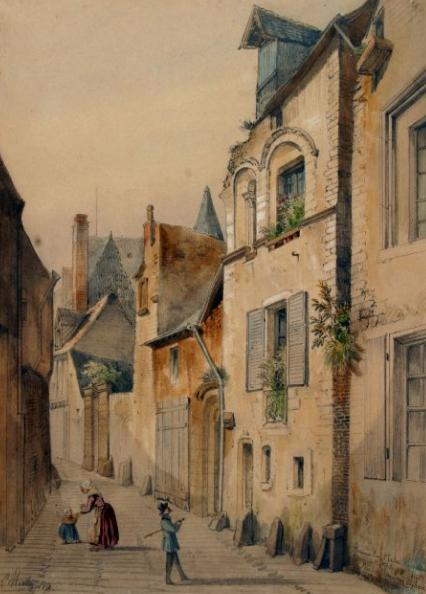
Église Saint-Aldric, Le Mans.
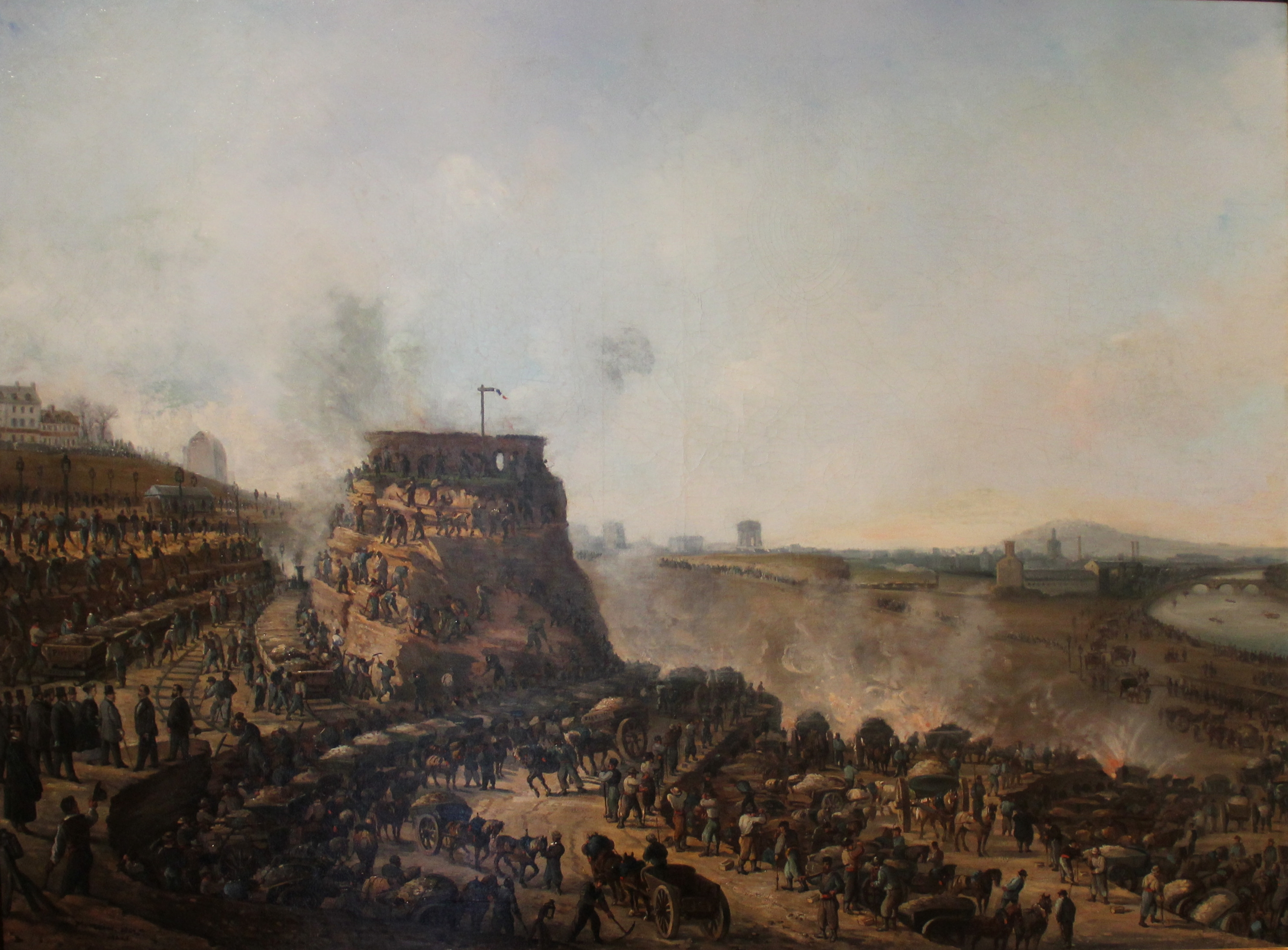
Inauguration par Napoléon III des travaux de construction de la terrasse de Chaillot, musée de Nogent-le-Rotrou.

Rennes
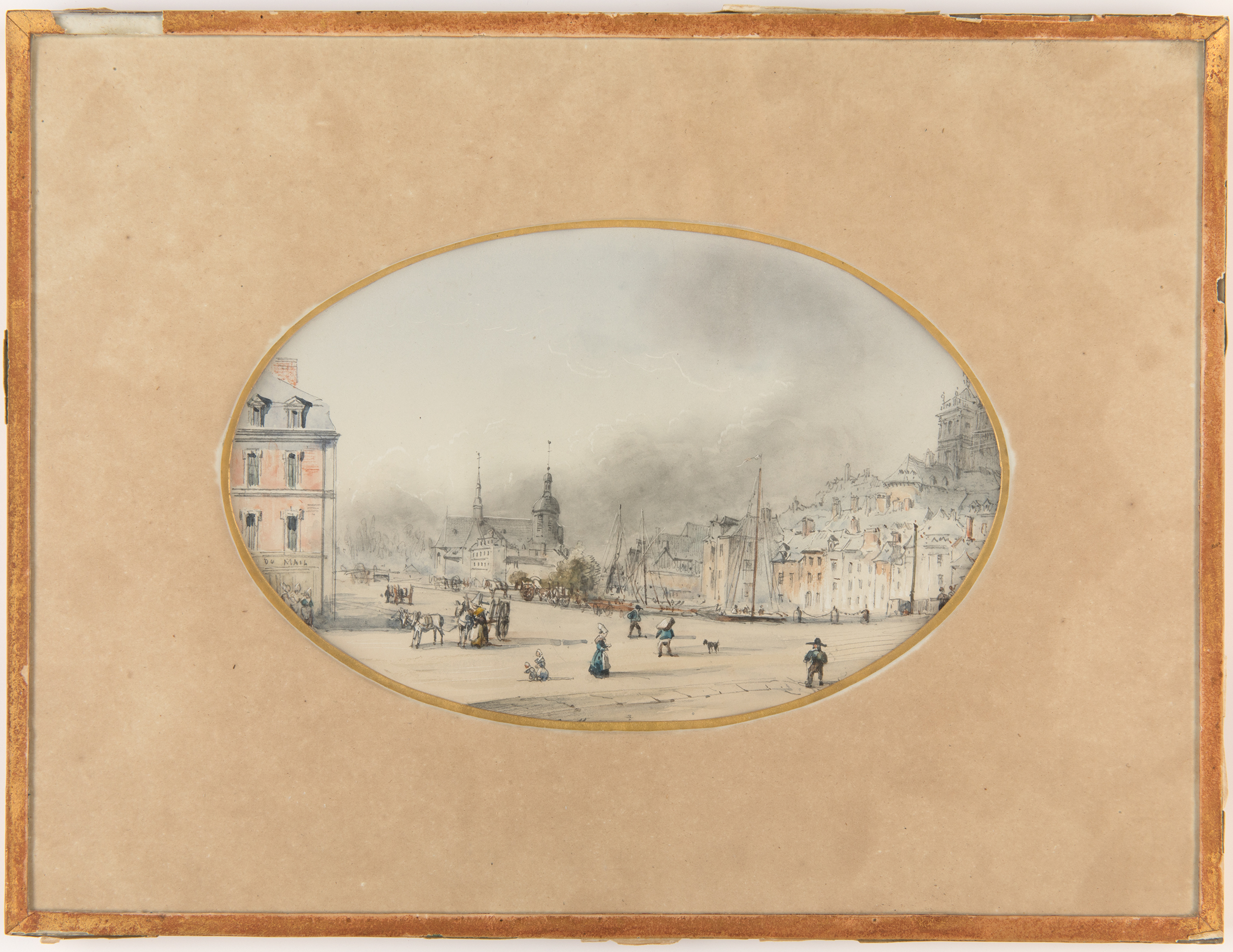
Rennes, le Mail, 1845-1850, Rennes, Musée de Bretagne
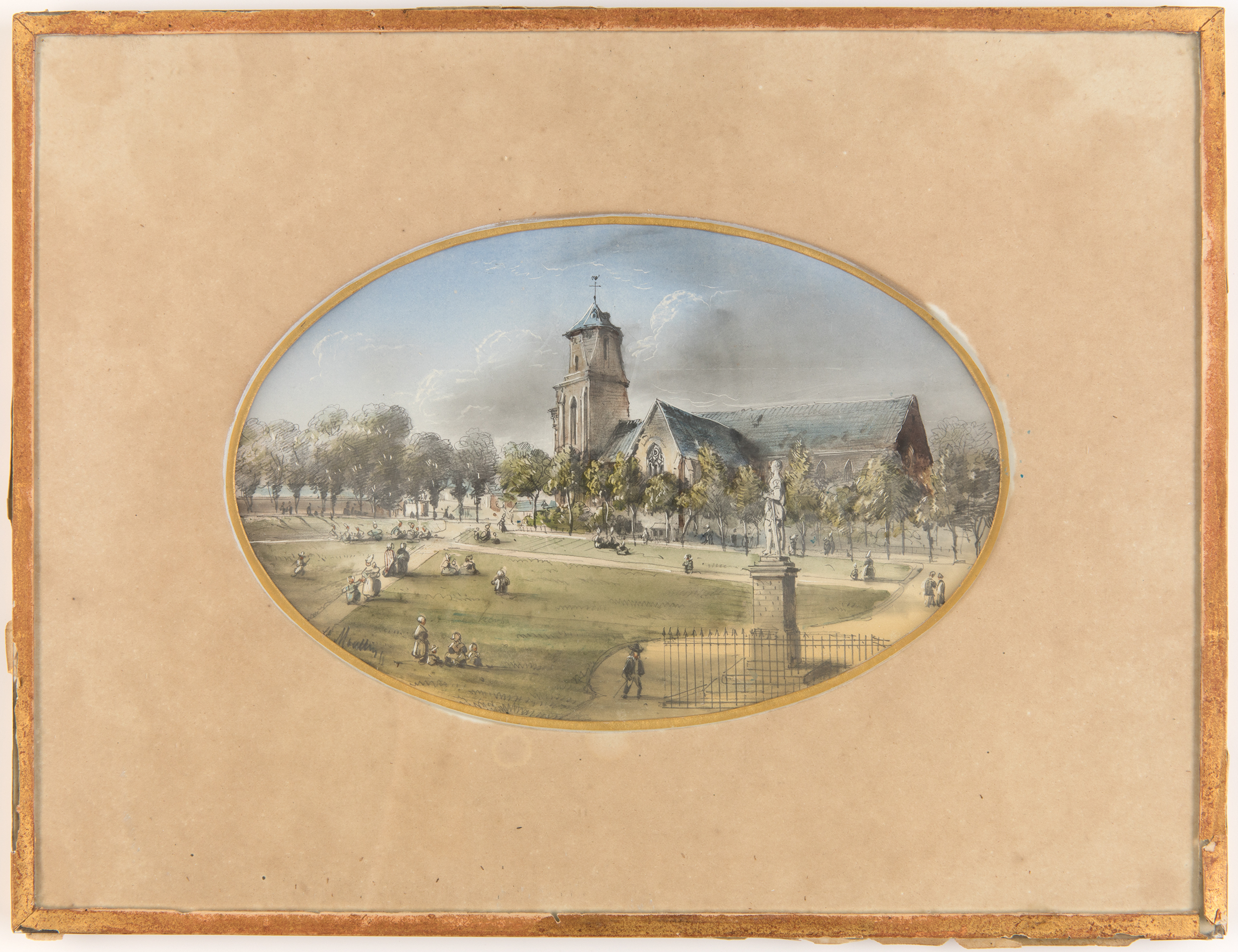
Rennes, Carré Du Guesclin et église Saint-Melaine, 1845-1850, Rennes, Musée de Bretagne

Nogent-le-Rotrou et ses environs
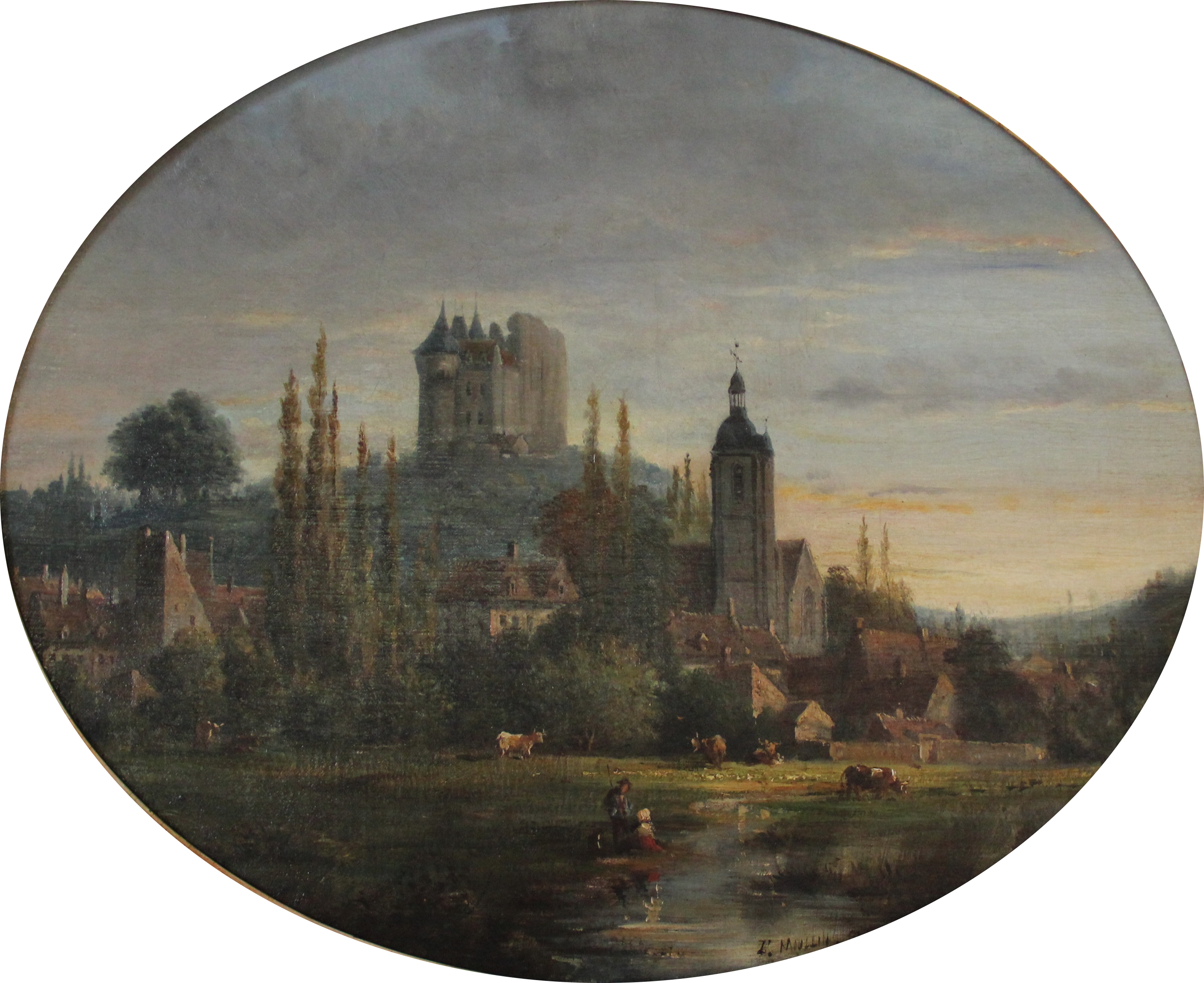
Église Saint-Laurent et château Saint-Jean, vue des prairies de la Cascade à Nogent-le-Rotrou.
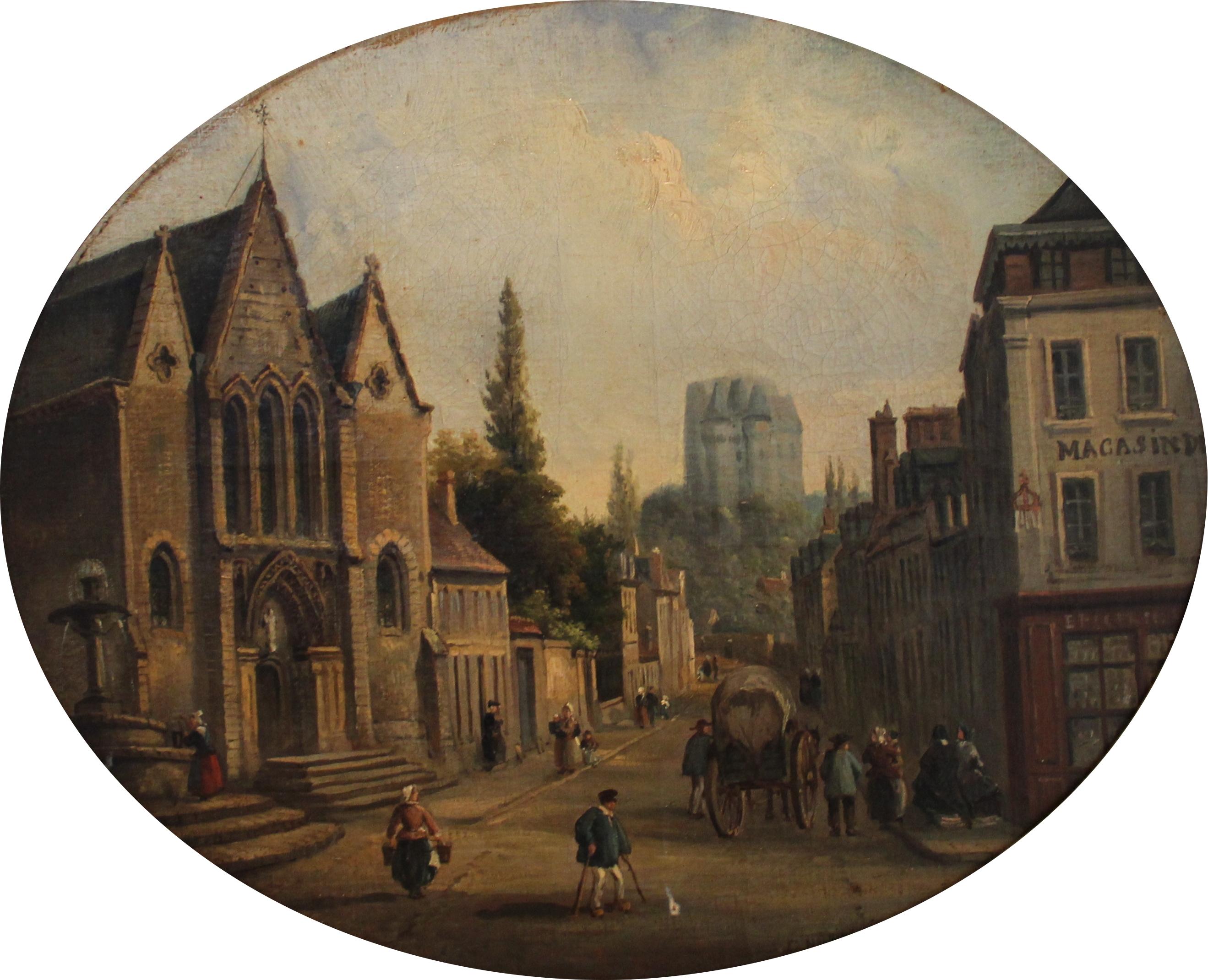
Église Notre-Dame, fontaine et rue Dorée de Nogent-le-Rotrou - vers 1860.
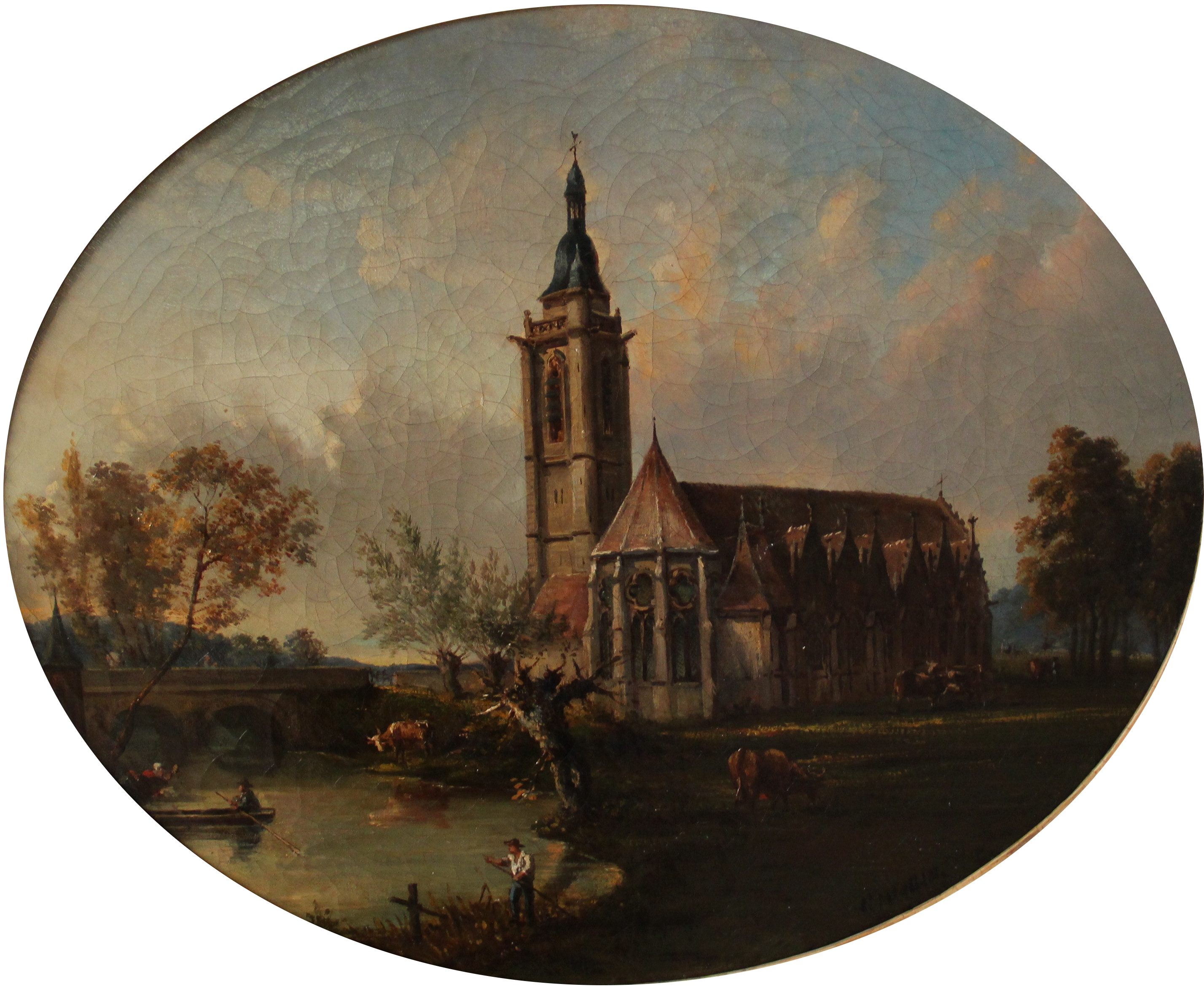
Église Saint-Hilaire - vers 1860.
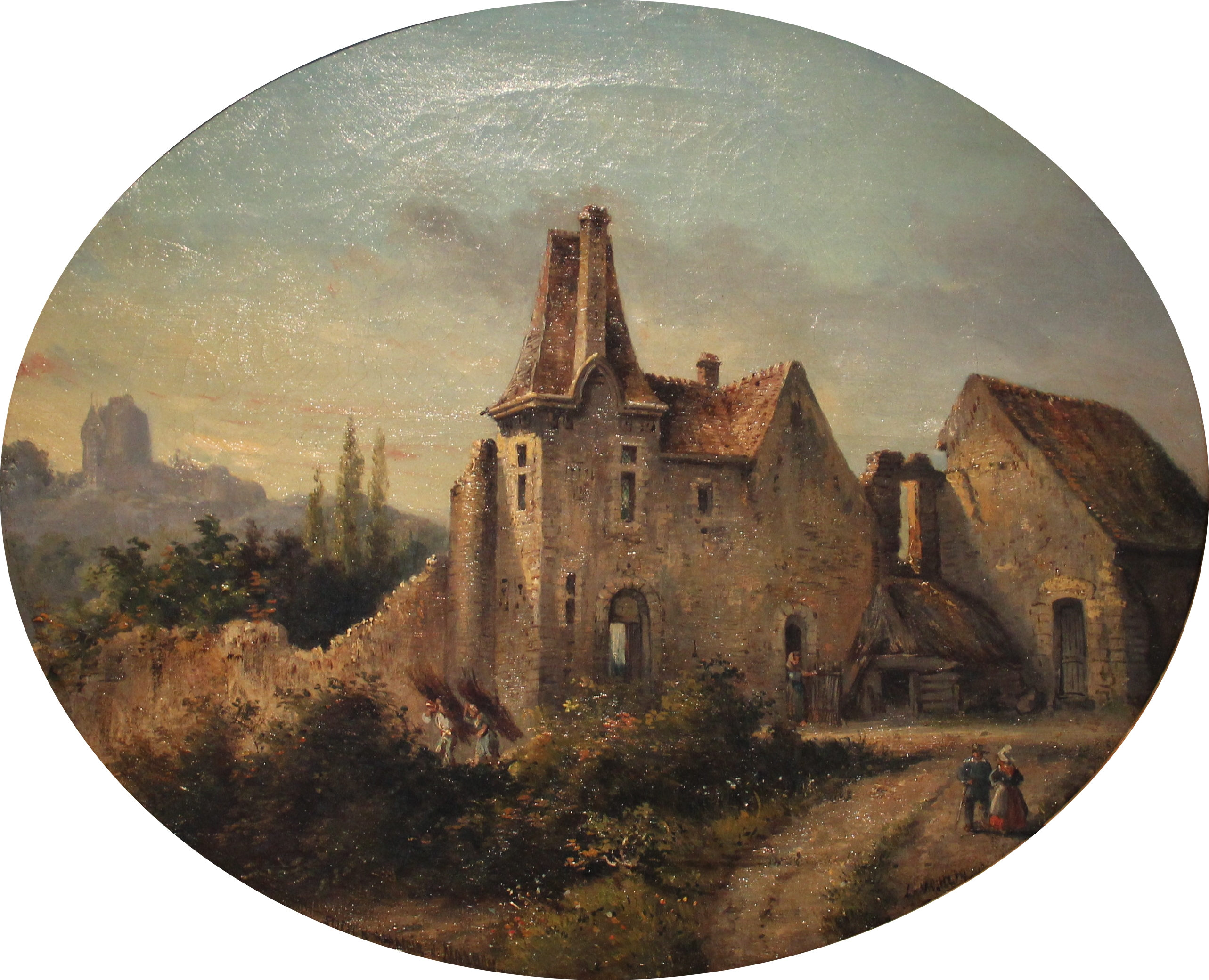
Ancien manoir de Margon.